# Mławska Spółdzielnia Spożywców „Spójnia”

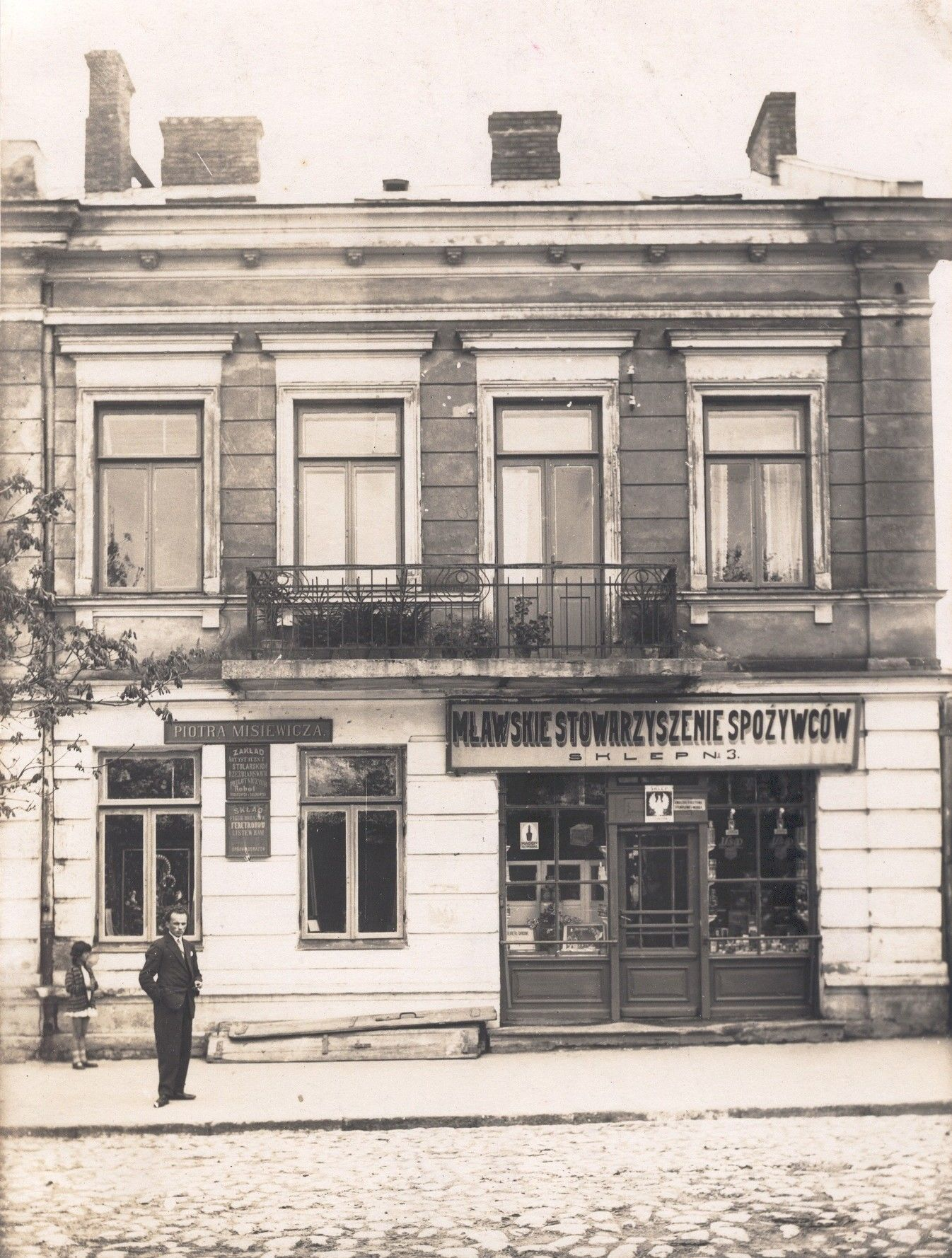
W 1913 roku w kamienicy przy ulicy Żwirki 17 w Mławie założono Spółdzielczą Hurtownię Spożywczą

Mławska Spółdzielnia Spożywców „Spójnia”, Mławskie Stowarzyszenie Spożywców „Spójnia”, Mławskie Stowarzyszenie Spółdzielców – mławska spółdzielnia spożywców założona 2 lutego 1909 roku.

## Początki
Inicjatorami jej powstania byli miejscowi społecznicy: pisarka Zuzanna Morawska, dr Alojzy Korzybski. Pierwsza siedziba stowarzyszenia mieściła się w budynku przy ulicy Krzynowłodzkiej 2, obecnie ul. 18 stycznia. Pierwszy sklep spółdzielni powstał w budynku u zbiegu ulicy Narutowicza i Starego Rynku.
W styczniu 1910 roku stowarzyszenie liczyło 127 członków, pochodzących głównie z Mławy. W pierwszym Zarządzie spółdzielni zasiadali: Piotr Misiewicz, Stanisław Urban i Mirosław Obuchowicz. Początkowa dzielność opierała się wyłącznie na prowadzeniu sklepów spożywczych.

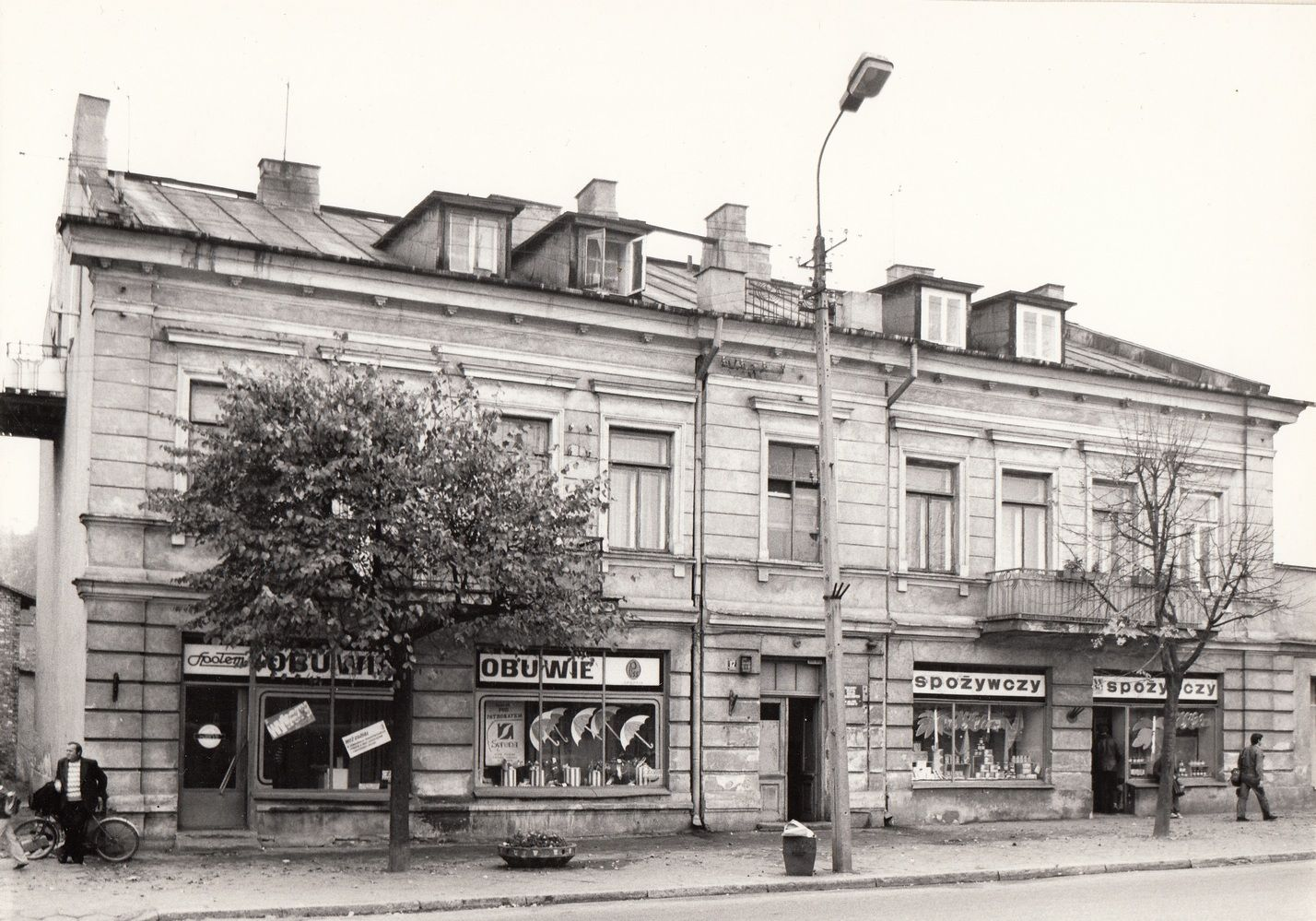
Kamienica przy ulicy Żwirki 17 w Mławie

## Rozwój spółdzielczości
W 1912 roku zaplanowano uruchomienie sklepu tekstylnego, który okazał się impulsem do powstania w 1913 nowego stowarzyszenia noszącego nazwę „Swój”. Pierwszy sklep bławatny powstał przy ulicy Działdowskiej 13, obecnie Chrobrego. Powołano Zarząd w osobach: Jackowska, Kamińska, ks. Sokalik, Zygmunt Czapski.
W 1917 roku urządzona została spółdzielcza biblioteka, jedyna tego typu placówka w Mławie. Dzieliła się na cztery działy: spółdzielczy, naukowy, dziecięcy i beletrystyczny.
Po wojnie, w 1919 roku spółdzielnie spożywców „Spójnia” i „Swój” zostały członkami Związku Stowarzyszeń Spożywców w Warszawie. Związek sprawował nadzór nad ich gospodarką, ale też udzielał pomocy prawnej i lustrował prowadzoną działalność.

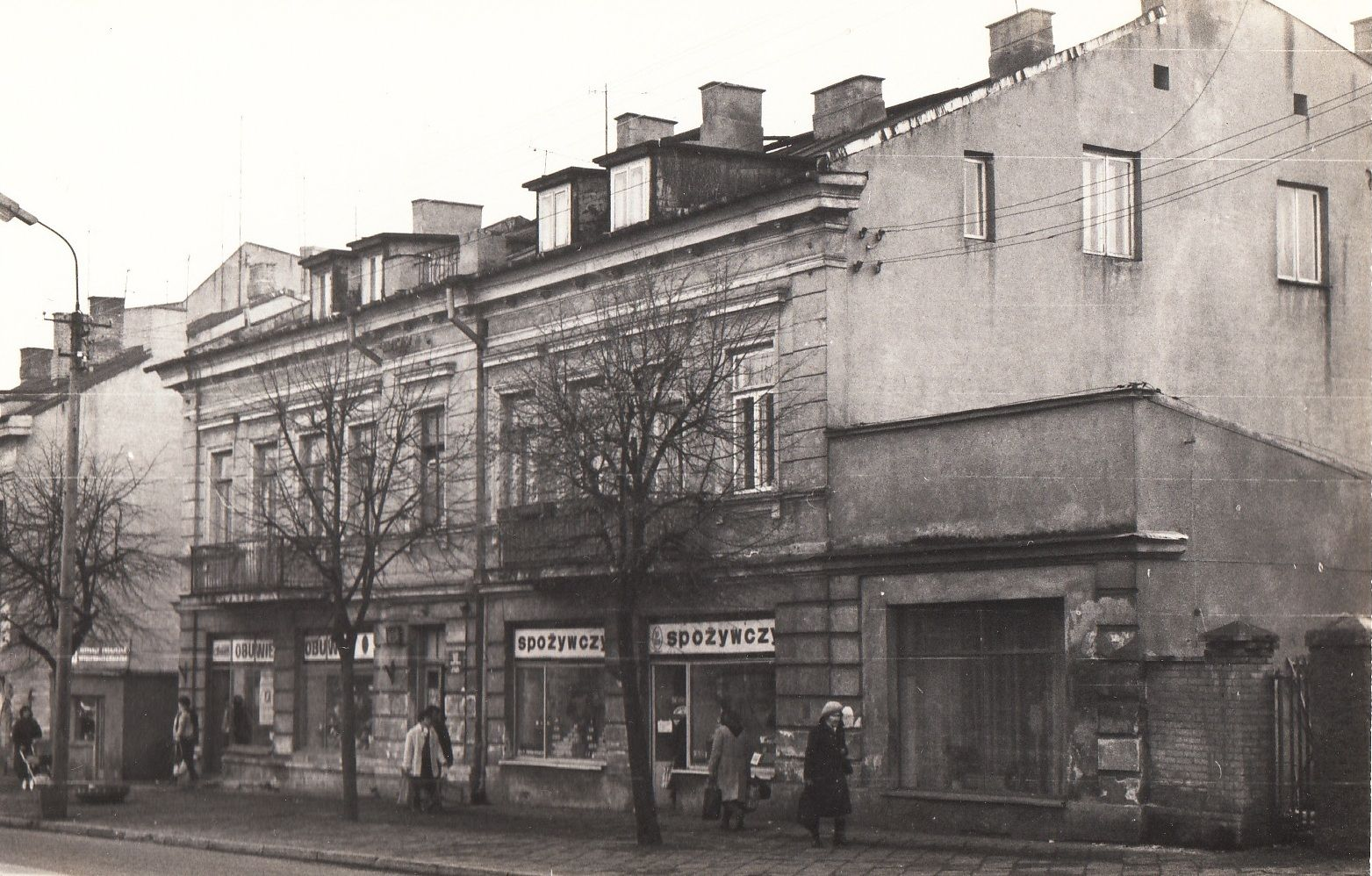
Sklep przy ulicy Żwirki 17 w Mławie

## Integracja iprosperity
W kwietniu 1921 roku obie spółdzielnie postanowiły połączyć się i utworzyć Mławskie Stowarzyszenie Spożywców, bez używania nazwy „Spójnia”.
W 1920 roku, z inicjatywy ks. Ignacego Krajewskiego, powstała na Wólce odrębna Spółdzielnia Spożywców „Produkt” z własnym sklepem przy ulicy Rynkowej 16. W Zarządzie zasiadali też Antoni Chmielewski oraz Władysława Dobaziewiczowa. Spółdzielnia ta samodzielnie prowadziła działalność do 1926 roku. 28 września została włączona do Mławskiego Stowarzyszenia Spożywców.
W połowie lat 20. biblioteka spółdzielni miała 1050 woluminów. W bibliotece zainstalowano również pierwszy w Mławie aparat radiowy.
W 1926 roku spółdzielnia uzyskała dodatni wynik finansowy, czyli zysk wynoszący 2908 złotych (przy przeciętnej pensji nauczyciela ok. 200 złotych). W tymże roku zarząd składał się z: Antoniego Rywczaka, Leopolda Dłużniewskiego i Pawła Skarzyńskiego. W radzie nadzorczej zasiadali: Adam Gniewiewski, Władysław Witkowski, Roman Piotrowicz, Romuald Genne, dr Alojzy Korzybski, ks. kan. Władysław Maron, Jan Kałużyński, Wawrzyniec Łopacki, Adam Piotrowski, Mirosław Obuchowicz, Henryk Kruszyński, Piotr Misiewicz. Stowarzyszenie na początku roku liczyło 912 członków; w ciągu roku przybyło 156, ubyło 38 członków. Zatrudnionych było w tym czasie 15 pracowników, w tym 5 kobiet. Jedna osoba pracowała w biurze, jedna kobieta w bibliotece, pozostały stanowili pracownicy sklepów.
W latach 1926–1929 powstały nowe sklepy i ich filie. W 1927 roku otwarto sklep w Iłowie, rok później w Wieczfni Kościelnej, a także w 1929 roku w Janowcu Kościelnym. Ponadto w filiach zostały zorganizowane punkty biblioteczne.
W 1928-29 roku została zbudowana nowoczesna mechaniczna piekarnia, pierwsza tego typu w Mławie. W piekarni zainstalowane zostały maszyny do przesiewania mąki, wygniatania ciasta, trzepaczka do worków oraz młynek do tarcia bułki. W budynku tym od 2007 roku funkcjonuje także ciastkarnia.

## Kryzys
Do roku 1930 spółdzielnia rozwijała się dynamicznie. W 1931 roku straty sięgały już 31 tys. złotych. Okres światowego kryzysu stanowił zagrożenie dla jej dalszej działalności. Z pomocą przyszedł Antoni Chmielewski: zlikwidował sklepy spoza Mławy i poświęcił swój majątek (posag żony). Pozostała piekarnia i trzy sklepy w mieście. Bibliotekę z wynajmowanego lokalu przeniesiono do pomieszczenia nad piekarnią.
We wrześniu 1939 roku spółdzielnia posiadała 2 sklepy, piekarnię i bibliotekę z ponad 4000 woluminów.
W 1945 roku organizacją Spółdzielni zajęli się Antoni Chmielewski i Władysław Sielawa.

## Współcześnie
W styczniu 1961 r. Powszechna Spółdzielnia Spożywców „Spójnia” zakończyła budowę własnego lokalu przy ul. Stary Rynek 4, gdzie znalazły się pomieszczenia dla biura biblioteki, świetlicy, zespołu dziecięcego, ośrodka praktyczna pani oraz trzech sklepów przemysłowych. Obecnie PPS „Spójnia” prowadzi działalność gospodarczą w 15 sklepach, piekarni i ciastkarni, jest właścicielem hali targowej, zatrudnia około 100 pracowników i skupia około 320 stałych członków.

## Wykaz nazwisk prezesów
Na podstawie źródła
- Mirosław Obuchowicz 1909 r. – 1920 r.
- Piotr Misiewicz 1921 r. – 1930 r.
- Zdzisław Kanigowski 1931 r. – 1936 r.
- Antoni Chmielewski 1937 r. – 1939 r.
- Władysław Sielawa 1945 r. – 1948 r.
- Tadeusz Smoliński 1948 r. – 1951 r.
- Seweryn Strębski 1951 r. – 1953 r.
- Henryk Kruszyński 1953 r. – 1956 r.
- Mieczysław Sobutka 1956 r. – 1974 r.
- Józef Koryciński 1974 r. – 1976 r.
- Tadeusz Chyliński 1976 r. – 1979 r.
- Andrzej Wysiałkowski 1979 r. – 2009 r.
- Andrzej Piliszek
- Irena Końpa